# Cala Reona

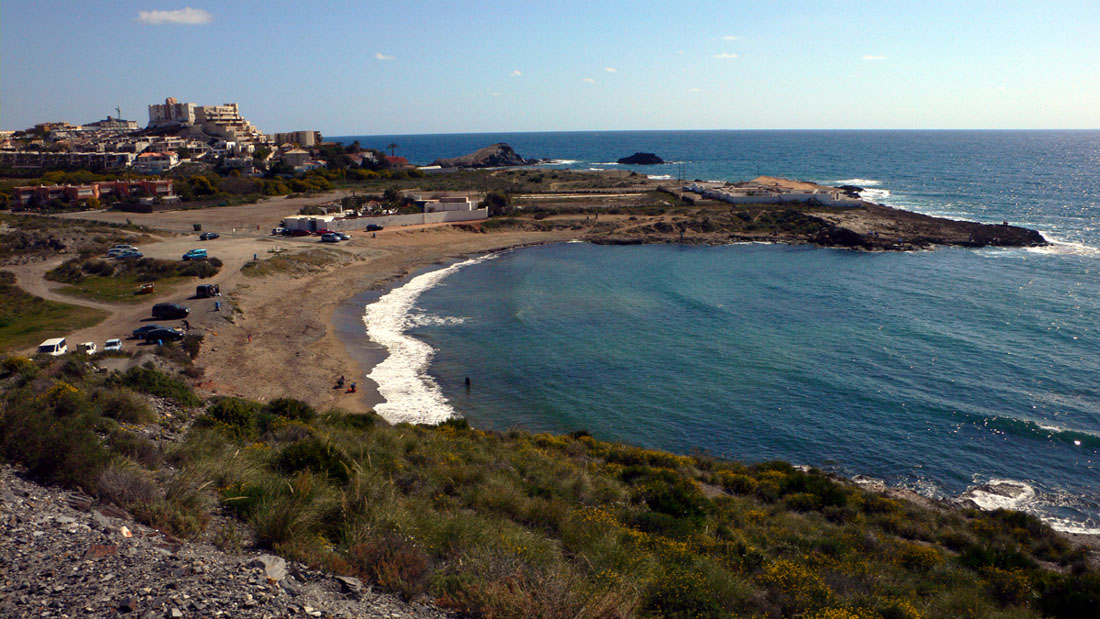
Vista de Cala Reona.

Cala Reona es una playa situada en el municipio de Cartagena de la comunidad autónoma de Murcia en España.

## Localización
Cala Reona es la última playa entre Cabo de Palos y el parque natural de Calblanque, una cala de 200 m de arena y canto rodado negro, debido a la erosión de las montañas de pizarra que la rodean, famosa por sus saltos y aguas limpias.
Si el visitante se sitúa en la carretera que va hacia la playa y dirige su vista hacia el oeste, donde a menos de dos kilómetros comienzan los límites del parque natural de Calblanque, monte de Las Cenizas y Peña del Águila, se percatará de la frondosidad del matorral típico mediterráneo que sobrevivió a antiguas roturaciones. El rey de la flora protegida, el palmito, crece en abundancia en ese terreno junto a otras especies amenazadas que pueblan densamente las estribaciones del monte y sirven de pasto al ganado. 
Cerca de la cala se situa la discoteca de Cala Reona. Asimismo, en la playa de la cala, hay un chiringuito.
El terreno en su mayoría es propiedad de Javier Celdrán que hasta la fecha lo ha mantenido sin urbanizar a excepción de tres pequeños enclaves de adosados y bungalós. También fue él el que trajo la arena a la playa con palas ya que en sus orígenes la playa era de guijarros.